# Monte Carlo Masters 2006 - Qualificazioni singolare
Le qualificazioni del singolare  del Monte Carlo Masters 2006 sono state un torneo di tennis preliminare per accedere alla fase finale della manifestazione. I vincitori dell'ultimo turno sono entrati di diritto nel tabellone principale. In caso di ritiro di uno o più giocatori aventi diritto a questi sono subentrati i lucky loser, ossia i giocatori che hanno perso nell'ultimo turno ma che avevano una classifica più alta rispetto agli altri partecipanti che avevano comunque perso nel turno finale.
Le qualificazioni del torneoMonte Carlo Masters  2006 prevedevano 32 partecipanti di cui 8 sono entrati nel tabellone principale.

## Teste di serie
1. Novak Đoković (Qualificato)
2. Daniele Bracciali (ultimo turno)
3. Jonas Björkman (ultimo turno)
4. Florian Mayer (primo turno)
5. Björn Phau (primo turno)
6. Potito Starace (Qualificato)
7. Nicolas Mahut (Qualificato)
8. Alessio Di Mauro (Qualificato)

1. Jan Hernych (Qualificato)
2. Rubén Ramírez Hidalgo (ultimo turno)
3. Guillermo García López (ultimo turno)
4. Flavio Cipolla (primo turno)
5. Benjamin Balleret (primo turno)
6. Federico Luzzi (primo turno)
7. Michael Berrer (primo turno)
8. Melle Van Gemerden (ultimo turno)

## Qualificati
1. Novak Đoković
2. Jan Hernych
3. Benjamin Balleret
4. Tejmuraz Gabašvili

1. Evgenij Korolëv
2. Potito Starace
3. Nicolas Mahut
4. Alessio Di Mauro

## Tabellone

### Legenda
| - Q = Qualificato - WC = Wild card - LL = Lucky loser | - ALT = Alternate - SE = Special Exempt - PR = Protected Ranking | - w/o = Walkover - r = Ritirato - d = Squalificato |

### Sezione 1
|  | Primo turno | Primo turno    | Primo turno    | Primo turno | Primo turno |  |  | Ultimo turno | Ultimo turno   | Ultimo turno   | Ultimo turno | Ultimo turno |  |
|  |             |                |                |             |             |  |  |              |                |                |              |              |  |
|  | 1           | Novak Đoković  | Novak Đoković  | 6           | 7           |  |  |              |                |                |              |              |  |
|  |             | Nenad Zimonjić | Nenad Zimonjić | 4           | 68          |  |  | 1            | Novak Đoković  | Novak Đoković  | 6            | 6            |  |
|  |             | Simone Bolelli | 3              | 6           | 6           |  |  |              | Simone Bolelli | Simone Bolelli | 3            | 4            |  |
|  | 15          | Michael Berrer | 6              | 2           | 2           |  |  |              |                |                |              |              |  |

### Sezione 2
|  | Primo turno | Primo turno       | Primo turno       | Primo turno | Primo turno |  |  | Ultimo turno | Ultimo turno      | Ultimo turno | Ultimo turno | Ultimo turno |  |
|  |             |                   |                   |             |             |  |  |              |                   |              |              |              |  |
|  | 2           | Daniele Bracciali | Daniele Bracciali | 6           | 7           |  |  |              |                   |              |              |              |  |
|  |             | Denis Gremelmayr  | Denis Gremelmayr  | 4           | 6           |  |  | 2            | Daniele Bracciali | 5            | 6            | 4            |  |
|  | 9           | Jan Hernych       | Jan Hernych       | 6           | 7           |  |  | 9            | Jan Hernych       | 7            | 2            | 6            |  |
|  |             | Thierry Ascione   | Thierry Ascione   | 4           | 62          |  |  |              |                   |              |              |              |  |

### Sezione 3
|  | Primo turno | Primo turno       | Primo turno | Primo turno | Primo turno |  |  | Ultimo turno | Ultimo turno      | Ultimo turno      | Ultimo turno | Ultimo turno |  |
|  |             |                   |             |             |             |  |  |              |                   |                   |              |              |  |
|  | 3           | Jonas Björkman    | 4           | 7           | 6           |  |  |              |                   |                   |              |              |  |
|  |             | Olivier Patience  | 6           | 5           | 4           |  |  | 3            | Jonas Björkman    | Jonas Björkman    | 65           | 3            |  |
|  |             | Benjamin Balleret | 4           | 7           | 6           |  |  |              | Benjamin Balleret | Benjamin Balleret | 7            | 6            |  |
|  | 13          | Albert Portas     | 6           | 6           | 4           |  |  |              |                   |                   |              |              |  |

### Sezione 4
|  | Primo turno | Primo turno        | Primo turno        | Primo turno | Primo turno |  |  | Ultimo turno | Ultimo turno       | Ultimo turno       | Ultimo turno | Ultimo turno |  |
|  |             |                    |                    |             |             |  |  |              |                    |                    |              |              |  |
|  |             | Tejmuraz Gabašvili | Tejmuraz Gabašvili | 7           | 6           |  |  |              |                    |                    |              |              |  |
|  | 4           | Florian Mayer      | Florian Mayer      | 5           | 1           |  |  |              | Tejmuraz Gabašvili | Tejmuraz Gabašvili | 7            | 6            |  |
|  | 16          | Melle Van Gemerden | Melle Van Gemerden | 6           | 6           |  |  | 16           | Melle Van Gemerden | Melle Van Gemerden | 63           | 3            |  |
|  |             | Dominik Meffert    | Dominik Meffert    | 2           | 1           |  |  |              |                    |                    |              |              |  |

### Sezione 5
|  | Primo turno | Primo turno           | Primo turno           | Primo turno | Primo turno |  |  | Ultimo turno | Ultimo turno          | Ultimo turno          | Ultimo turno | Ultimo turno |  |
|  |             |                       |                       |             |             |  |  |              |                       |                       |              |              |  |
|  |             | Evgenij Korolëv       | 5                     | 6           | 4           |  |  |              |                       |                       |              |              |  |
|  | 5           | Björn Phau            | 7                     | 3           | 1r          |  |  |              | Evgenij Korolëv       | Evgenij Korolëv       | 7            | 6            |  |
|  | 10          | Rubén Ramírez Hidalgo | Rubén Ramírez Hidalgo | 6           | 6           |  |  | 10           | Rubén Ramírez Hidalgo | Rubén Ramírez Hidalgo | 5            | 2            |  |
|  |             | Alexandre Sidorenko   | Alexandre Sidorenko   | 0           | 2           |  |  |              |                       |                       |              |              |  |

### Sezione 6
|  | Primo turno | Primo turno      | Primo turno      | Primo turno | Primo turno |  |  | Ultimo turno | Ultimo turno   | Ultimo turno   | Ultimo turno | Ultimo turno |  |
|  |             |                  |                  |             |             |  |  |              |                |                |              |              |  |
|  | 6           | Potito Starace   | Potito Starace   | 6           | 6           |  |  |              |                |                |              |              |  |
|  |             | Thomas Drouet    | Thomas Drouet    | 1           | 3           |  |  | 6            | Potito Starace | Potito Starace | 6            | 6            |  |
|  |             | Flavio Cipolla   | Flavio Cipolla   | 7           | 6           |  |  |              | Flavio Cipolla | Flavio Cipolla | 4            | 2            |  |
|  | 12          | Nicolás Lapentti | Nicolás Lapentti | 5           | 3           |  |  |              |                |                |              |              |  |

### Sezione 7
|  | Primo turno | Primo turno            | Primo turno | Primo turno | Primo turno |  |  | Ultimo turno | Ultimo turno           | Ultimo turno           | Ultimo turno | Ultimo turno |  |
|  |             |                        |             |             |             |  |  |              |                        |                        |              |              |  |
|  | 7           | Nicolas Mahut          | 6           | 4           | 6           |  |  |              |                        |                        |              |              |  |
|  |             | Marin Čilić            | 2           | 6           | 2           |  |  | 7            | Nicolas Mahut          | Nicolas Mahut          | 7            | 6            |  |
|  | 11          | Guillermo García López | 7           | 3           | 6           |  |  | 11           | Guillermo García López | Guillermo García López | 5            | 4            |  |
|  |             | Giorgio Galimberti     | 5           | 6           | 3           |  |  |              |                        |                        |              |              |  |

### Sezione 8
|  | Primo turno | Primo turno            | Primo turno            | Primo turno            | Primo turno |  |  | Ultimo turno | Ultimo turno     | Ultimo turno     | Ultimo turno | Ultimo turno |  |
|  |             |                        |                        |                        |             |  |  |              |                  |                  |              |              |  |
|  | 8           | Alessio Di Mauro       | Alessio Di Mauro       | Alessio Di Mauro       | 5           |  |  |              |                  |                  |              |              |  |
|  |             | Jean-Christophe Faurel | Jean-Christophe Faurel | Jean-Christophe Faurel | 2r          |  |  | 8            | Alessio Di Mauro | Alessio Di Mauro | 6            | 4            |  |
|  |             | Federico Luzzi         | Federico Luzzi         | 7                      | 6           |  |  |              | Federico Luzzi   | Federico Luzzi   | 1            | 1r           |  |
|  | 14          | Marc Gicquel           | Marc Gicquel           | 63                     | 1           |  |  |              |                  |                  |              |              |  |